# Rise to Power
A Rise to Power az amerikai Monstrosity death metal zenekar 2003-ban megjelent negyedik albuma. Az albumot a Hammer Audio stúdióban vették fel Jason Suecof hangmérnök közreműködésével. A lemez 2003. szeptember 23-án jelent meg a Conquest Music kiadónál.
Az albumon már 2001-ben elkezdtek dolgozni, de végül még lebonyolítottak egy mexikói turnét a Sepultura társaságában, így a felvételek csak 2002 elején vették kezdetét a floridai Morrisound stúdióban. A felvételek és a turné alatt megjelentettek egy válogatásalbumot Enslaving the Masses címmel, mely 2002 áprilisában jelent meg.
Az album kritikai fogadtatása nagyrészt negatív volt. John Serba az AllMusic egyik kritikusa kijelentette, hogy a zenekar a műfajt túlságosan az 1990-es évek elejére jellemzően, továbbá tipikusan és egysíkuan értelmezi, így elmarad az olyan műfajújítoktól, mint a Nile, vagy az olyan zseniális dalszerzőkből álló zenekaroktól, mint például az Absu." Továbbá azt is kijelentette, hogy a zenekar nem tud elszakadni, a már sokszor újrahasznosított Morbid Angel, Suffocation, Slayer riffektől, témáktól. Az ének terén pedig Glen Benton (Deicide) hasonlóságot vélt felfedezni.
A Chronicles of Chaos webzine egyik írója Brian Meloon az album értékelésére 6 pontot adott a 10-ből, és kijelentette, hogy a lemez hasonló mint az előző In Dark Purity, melyet jobb alkotásnak vélt. A kritikusok többsége megállapította, hogy a Monstrosity stílusa változatlan: kemény riffeken alapuló death metal, melyet hörgő ének, gitárharmóniák, blastbeat tempók jellemeznek." Meloon hozzátette, hogy az album megállja a helyét, mint új sorlemez, de semmi különös."
A negatív kritikák ellenére a death metal tábor pozitívan véleményezte a lemezt.

## Számlista
1. "The Exordium" (Harrison, Molina, Norman) – 3:16
2. "Awaiting Armageddon" (Harrison, Molina, Norman) – 3:43
3. "Wave of Annihilation" (Harrison, Molina, Norman) – 3:47
4. "The Fall of Eden" (Norman) –	2:09
5. "Chemical Reaction" (Harrison, Molina, Norman) –	4:14
6. "A Casket for the Soul" (Avery, Hall, Harrison) – 4:31
7. "Rise to Power" (Avery, Harrison) – 4:14
8. "Visions of Violence" (Avery, Harrison, Norman) – 3:42
9. "From Wrath to Ruin" (Harrison, Molina) – 3:45
10. "Abysmal Gods" (Avery, Harrison) – 2:29
11. "Shadow of Obliteration" (Harrison, Molina, Norman) – 12:03

## Közreműködők
- Tony Norman – gitár, mérnök asszisztens
- Jason Avery – ének
- Sam Molina – gitár, háttérvokál a "Rise to Power"-ben.
- Mark English – gitár szóló a "Rise to Power"-ben.
- Lee Harrison – dob, producer, grafikai tervezés, mérnök asszisztens
- Scott Matthews – fotó
- Kelly Milliman – fotó
- Montrosity – producer
- Tom Morris – keverés
- Mike Poggione – basszusgitár
- John Snead – dob technikus
- Jason Suecof – mérnök, gitár szóló a "A Casket for the Soul"-ban.
- Jacek Wisniewski – borító